# 1. šahovska olimpijada
1. šahovska olimpijada je bila organizirana v Londonu (Združeno kraljestvo) leta 1927.
Zmagala je reprezentanca Madžarske, druga je bila Danska in tretja Britanski imperij.
Na olimpijadi je sodelovalo 70 igralcev v 16 ekipah; odigrali so 480 iger.

## Nastopajoče države
1. Anglija (Frederick Yates, ...)
2. Argentina (Luis Palau, ...)
3. Avstrija (Ernst Grünfeld, Hans Kmoch, ...)
4. Belgija (George Koltanowski, ...)
5. Češkoslovaška (Richard Réti, ...)
6. Danska (Karl Ruben, ...)
7. Finska
8. Francija
9. Italija (Stefano Rosselli del Turco, Mario Monticelli, ...)
10. Madžarska (Géza Maróczy, ...)
11. Nemčija (Siegbert Tarrasch, ...)
12. Nizozemska (Max Euwe, Jan Willem te Kolsté, Henri Weenink, ...)
13. Kraljevina SHS (Lajos Asztalos, Sadi Kalabar, ...)
14. Španija (Valentín Marin y Llovet, José Vilardebo Picurena, ...)
15. Švedska (Allan Nilsson, ...)
16. Švica (Oskar Naegeli, ...)